# Церковь Спаса Преображения (Станилово)
Церковь Спаса Преображения — недействующий православный храм, расположенный в селе Станилово Некоузского района Тверской области. В настоящее время церковь заброшена.

## История
Название села Станилово Некоузского района местные жители из поколения в поколение связывают с трагедией на Сити в 1238 году. По легенде здесь находился стан князя Юрия Всеволодовича (были найдены остатки земляных укреплений).
В «Кратких сведениях о монастырях и церквях Ярославской епархии» 1908 г. мы находим следующее: «Летняя церковь — Преображения Господня, а смежная с ней зимняя с двумя приделами — во имя св. и чуд. Николая и св. муч. Параскевы. Церковь каменная. Особо чтимая икона Смоленской Божией Матери. Церковной земли 39 десятин 1600 кв. саж., церковные дома для жительства священников, церковного капитала в билетах 155 руб. 58 коп. Прихожан 1523 душ муж. пола и 1725 жен. В приходе три школы: две земских и одна церковно-приходская. Штатный состав причта: два священника, диакон и два псаломщика, причтового капитала в билетах 3898 руб. 17 коп.»
Эти сведения говорят о том, что когда-то село было большое, а церковь активно использовалась.

## Архитектура
В ансамбле церкви самой старой является оставшаяся от предыдущей постройки колокольня, возведенная в 1811 году. Трапезная и храм были построены в 1890-х годах. Церковь длительное время использовалась как склад, поэтому её внутреннее убранство полностью утрачено.

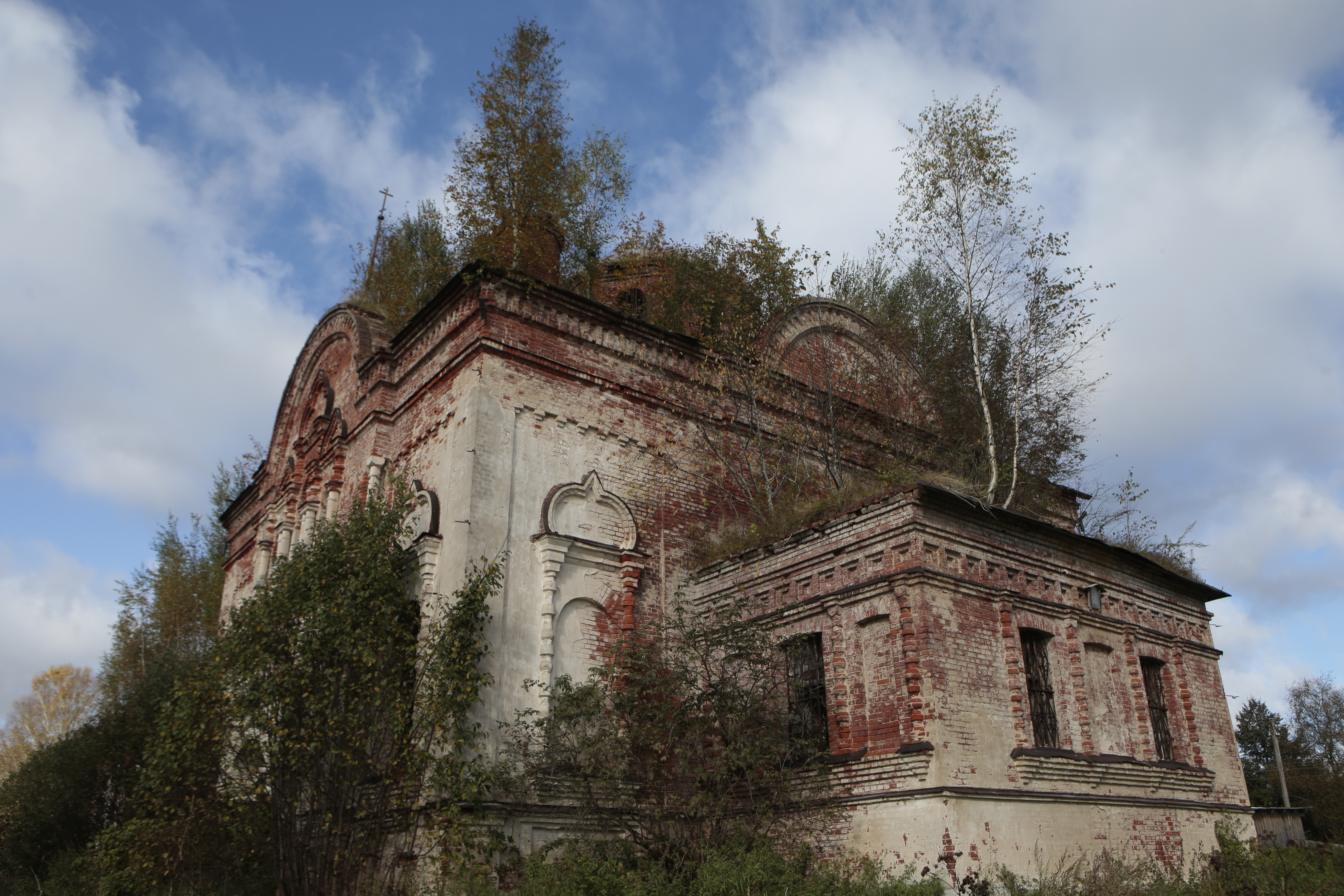
Церковь в Станилово 1811-1890е, вид четверика, фото сентябрь 2020

Колокольня — трехъярусная, строгих, классицистических форм и изящных пропорций. Похожую схему колокольни мы находим в соседних селах -
например, в Аббакумцево (Благовещения Пресвятой Богородицы, 1791), однако здесь — один из самых лаконичных в Ярославской области декор — ряды двойных колонн дорического ордера на каждом из ярусов. На колокольне также сохранился шпиль. В колокольне два престола 1) во имя Преображения Господня; 2) во имя Святителя и Чудотворца Николая.
Прямоугольная в плане и строгих форм трапезная, выполненная одновременно с храмом в конце 1890-х годов, с двухскатной крышей имела небольшую не световую главку, которая видна ещё на фотографии 1970 года. Трапезная невысока, проста, сдержанна. Она подчеркнуто нейтральна. Её роль явно подчиненная, она присутствует, но почти не участвует в создании образа храма.
Основной объём церкви Спаса Преображения четырёхстолпный, имел пять глав с луковичными завершениями, одна из которых (наиболее сохранившаяся) обладает большим диаметром и является световой. У церкви крестовые своды, переход к барабану осуществляется через тромпы. Апсида квадратная, с тремя окнами. Южный и северный фасады обладают небольшими портиками.

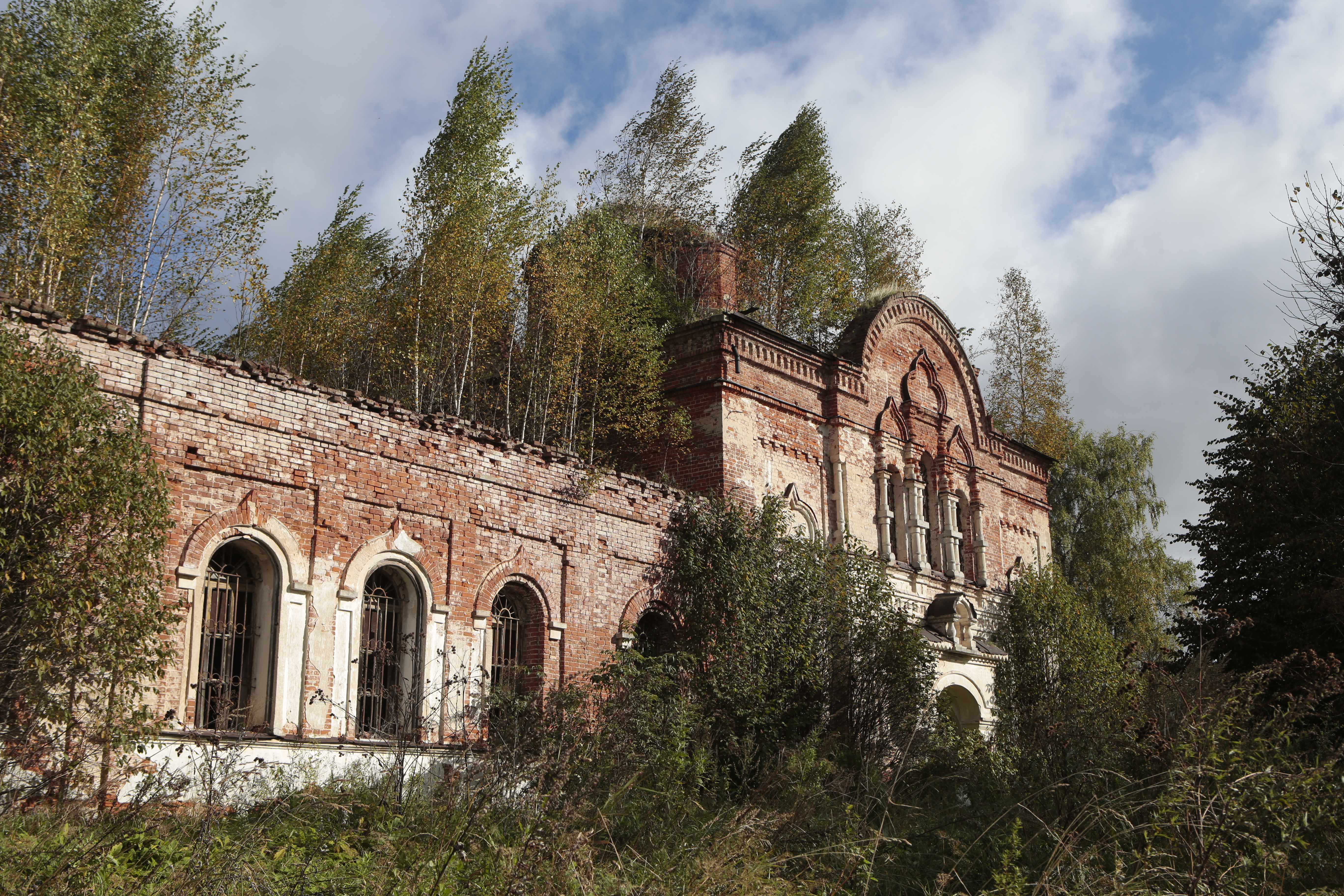

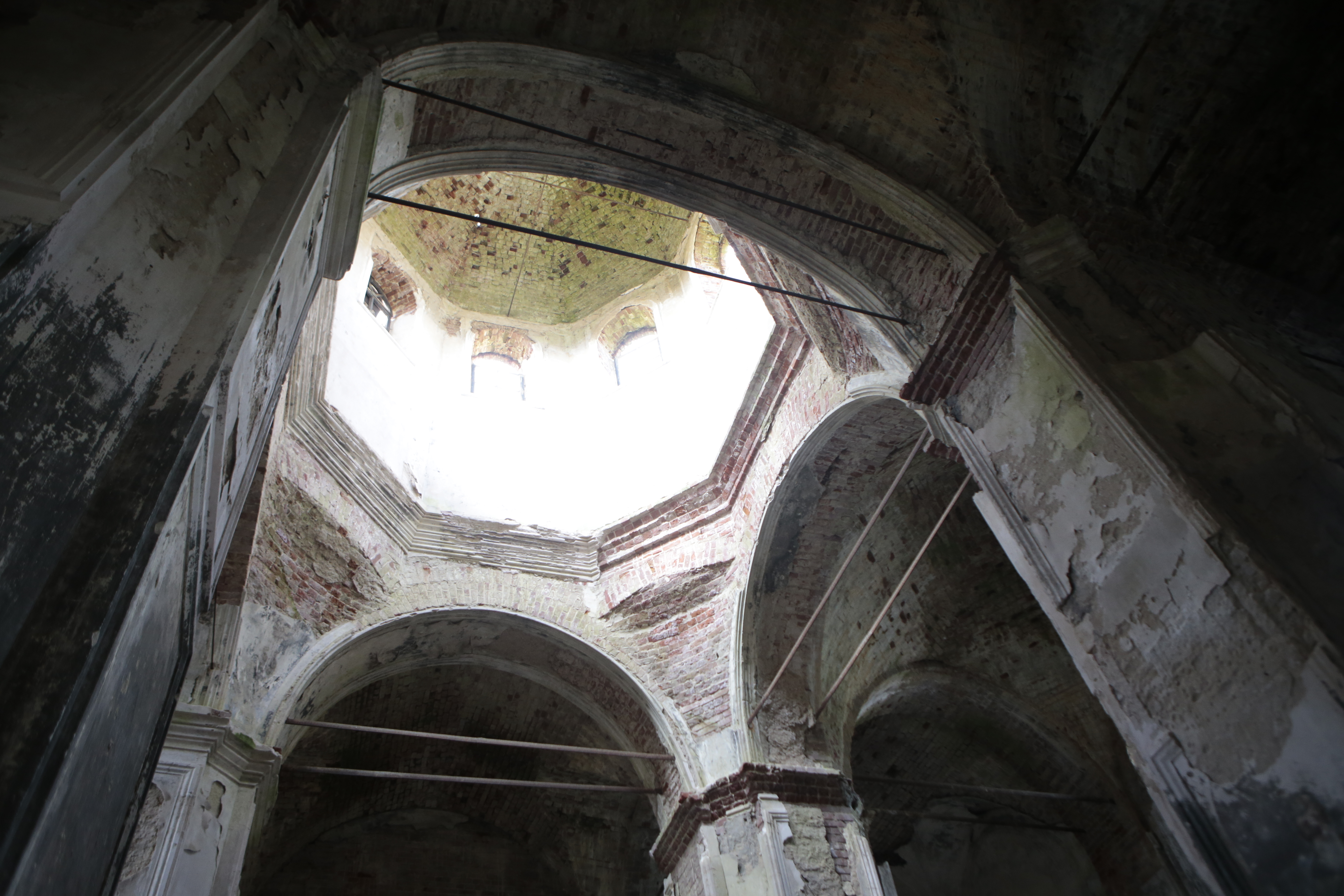
Церковь в Станилово, интерьер

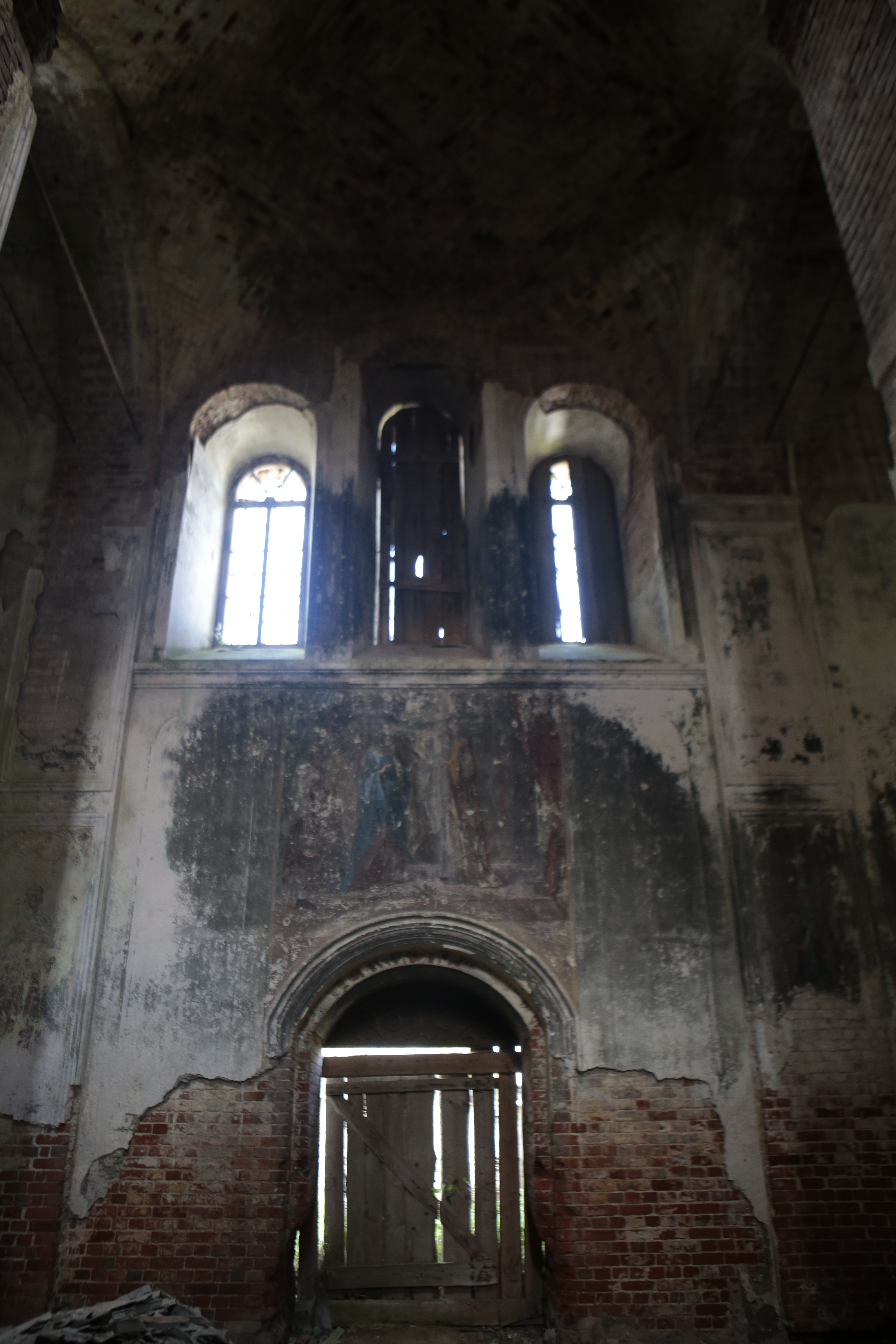

Эта достаточно типичная схема церковь-трапезная-колокольня оживляется здесь необычным декором четверика, что представляет наибольший интерес во всей архитектуре храма. Декор четверика разнообразен: наличники с килевидными очельями, кокошники, ширинки, колонки с поясками и дыньками. По всему периметру храма идет декоративный карниз, который оформляет и крупные закомары южного и северного фасадов. Окна этих фасадов трёхчастные, с повышением среднего окна, составляют единую композицию с закомарами и являются одной из доминант образа храма. Сами окна имеют обычное полукруглое завершение, но интересны сандрики — они находятся существенно выше и имеют луковичное оформление, за исключением среднего окна с трехлопастным сандриком. Окна, находящиеся на нижнем уровне как будто «утоплены» в стену храма, что придает плоскости большую живость и пластичность. Все окна оформлены по бокам вертикальными тягами. Вторая важная доминанта храма — мощные и тяжеловесные портики, с
короткими фигурными полуколоннами. Они увенчаны небольшими теремами-киотами, которые придают всему облику дополнительную выразительность. По периметру портики оформлены рядом ширинок, по бокам более крупными.
Так как церковь находится в Ярославской области, здесь можно найти некоторые параллели с распространенным декором ярославского узорочья и даже отголоски Русского стиля, который в этом регионе представлен, к примеру, творчеством В. А. Косякова. В оформлении окон и барабанов куполов присутствуют вертикальные тяги с дыньками, какие мы можем видеть на барабанах церкви Иоанна Предтечи в Толчкове (1678).
Общая схема портика — крыльца, с завершением в виде терема и рядом ширинок по периметру, встречается и в узорочье, и у архитекторов русского стиля (Казанская церковь Даниловского монастыря, арх. В. А. Косяков). Некоторые авторы отмечают сходство портика с церквями Углича (церковь Иоанна Предтечи в Угличе).
Особый интерес представляет тройное окно, оно встречается в этом регионе, однако обычно окна находятся на одном уровне. Повышенная средняя часть — отличительная черта архитекторов 1860-х годов. Некоторые исследователи называют эту архитектуру «археологизированной», её источники вдохновения — архитектура Кавказа, как провинции Византии, и сама Византия. Похожий тип окна (а также оформление колонками) мы встречаем, к примеру, во Владимирском соборе Херсонеса авторства Д. И. Гримма. Есть и прямые заимствования — трехлопастной сандрик среднего окна явно скопирован с Казанской церкви Даниловского монастыря архитектора В.
А. Косякова.